# Великосілківська сільська рада
| Великосілківська сільська рада — орган місцевого самоврядування у Кам'янка-Бузькому районі Львівської області з адміністративним центром у с. Великосілки. Історична дата утворення: в 1939 році. Сільській раді підпорядковані населені пункти: - с. Великосілки - с. Малі Нагірці - с. Нова Лодина - с. Соколів |

## Склад ради
Рада складається з 16 депутатів та голови.

### Керівний склад ради
| ПІБ                              | Основні відомості                                            | Дата обрання | Дата звільнення |
| -------------------------------- | ------------------------------------------------------------ | ------------ | --------------- |
| Стефанюк Володимир Володимирович | Сільський голова, 1972 року народження, освіта, безпартійний | 26.03.2006   | 31.10.2010      |
| Стефанюк Володимир Володимирович | Сільський голова, 1972 року народження, освіта, безпартійний | 31.10.2010   |                 |

Примітка: таблиця складена за даними джерела